# Blitz Basic
Blitz BASIC – kompilator BASIC-a. Napisany został przez Marka Sibly specjalnie dla programistów gier. Kompilator posiada środowisko IDE. Język ten ma prostą składnię. Polecany jest do nauki programowania.

## Przykładowy kod
```
Print
 
"Hello, World!"
 
;wyświetlanie na monitorze tekstu: Hello, World!

WaitKey

;Zegarek

While
 
Not
 
KeyDown
(
1
)

      
Cls

      
Print
 
"Godzina: "
 
+
 
CurrentTime
$
()

Wend

```

## Wersje kompilatora
- Blitz Basic 2D – do tworzenia gier 2D (nie rozwijany)
- Blitz 3D – do tworzenia gier w trójwymiarze
- Blitz Plus – obsługuje programowanie okienkowe (Windows API) oraz grafikę 2D
- Blitz Max – najbardziej nowoczesny i elastyczny, obsługuje programowanie obiektowe zachowując prostotę składni Basica, w wersji podstawowej zaimplementowane procedury obsługi grafiki 2D, możliwość bezpośredniego użycia kodu w C++, dzięki elastycznemu dołączaniu tzw. modułów, ma duże możliwości (grafika 3D – IrrLicht, Ogre, Impact3d, internet, silniki fizyki – Newton), warto również zwrócić uwagę na prędkość wykonywania kodu. Jedną z cech tego języka jest jego przenośność, gdyż odpowiednie wersje zostały napisane dla Windows, Linuksa i MacOS.